# Yuleba
Yuleba är en ort i Australien. Den ligger i kommunen Maranoa och delstaten Queensland, omkring 370 kilometer väster om delstatshuvudstaden Brisbane.
Trakten runt Yuleba är nära nog obefolkad, med mindre än två invånare per kvadratkilometer.. Yuleba är det största samhället i trakten.
I omgivningarna runt Yuleba växer huvudsakligen savannskog.  Genomsnittlig årsnederbörd är 645 millimeter. Den regnigaste månaden är januari, med i genomsnitt 124 mm nederbörd, och den torraste är september, med 17 mm nederbörd.